# Crenshaw (Pennsylvanie)
Pour les articles homonymes, voir Crenshaw.
Crenshaw est une census-designated place située dans le comté de Jefferson, en Pennsylvanie, aux États-Unis. Sa population, qui s’élevait à 468 habitants lors du recensement de 2010, est estimée à 514 habitants au 1er juillet 2020.

## Histoire
Le chemin de fer a été prolongé jusqu’à Crenshaw aux alentours de 1882. Un bureau de poste a ouvert à Crenshaw en 1886, il est resté en opération jusqu’en 1967.